# Camili, Mersin
Camili là một xã thuộc thành phố Mersin, tỉnh Mersin, Thổ Nhĩ Kỳ. Dân số thời điểm năm 2011 là 916 người.